# Zacchia di Antonio da Vezzano
Pour les articles homonymes, voir Zacchia.
Zacchia di Antonio da Vezzano (Paolo Zacchia) ou Zacchia il Vecchio (né vers 1496 à Vezzano près de Lucques, en Toscane - mort vers 1561) est un peintre italien de la haute Renaissance, actif en Toscane de 1520 à 1545.

## Biographie
Zacchia di Antonio da Vezzano, peintre de Lucques, est le cousin de Zacchia Lorenzo il Giovane à qui il a appris à peindre dans le style de la haute Renaissance florentine à la manière d'Andrea del Sarto et de Pontormo. Mentionné en 1519, il travaille dans l'entourage de Ridolfo del Ghirlandaio à Florence avant de se rendre probablement à Rome. À partir des années 1520, il décore les Palais de Lucques dans le style de Raphaël et différentes églises.

## Œuvres
- Tableau au musée de la cathédrale de Lucques
- Assomption de la Vierge, 1527, Musée de la  Villa Guinigi, Lucques.
- Portrait de femme, vers 1530-1540, Palais des beaux-arts de Lille.
- Musée du Louvre, Paris :
  - Portrait d'un joueur de viole,
  - Sainte Catherine d'Alexandrie, avec deux scènes profanes au revers et une frise décorative